# Mainframe Films and Television Productions
 (mai 2024).
Mainframe Films and Television Productions, also known as Mainframe Studios or Mainframe Films, was a film production company established in 1991 by Nigerian cinematographer and film producer Tunde Kelani,. Depuis sa création en 1991, la société de production a produit plusieurs films nigérians notables,,.

## Productions
- 1993: Ti Oluwa Nile 1
- 1993: Ti Oluwa Nile 2
- 1993: Ti Oluwa Nile 3
- 1994: Ayo Ni Mofe
- 1994: Ayo Ni Mofe 2
- 1995: Koseegbe
- 1997: The White Handkerchief
- 1998: O Le Ku
- 1999: Saworoide
- 2000: White Handkerchief
- 2001: Thunderbolt: Magun
- 2002: Agogo Eewo
- 2004: The Campus Queen
- 2006: Abeni
- 2006: The Narrow Path
- 2008: Life in Slow Motion
- 2010: Arugba
- 2011: Maami
- 2014: Dazzling Mirage